# 가체보
가체보(Gazebo, 가제보, 본명은 파울 마촐리니(Paul Mazzolini), 1960년 2월 18일 ~ )는 레바논에서 출생한 이탈리아의 싱어송라이터, 기타 연주자, 피아노 연주자이다.

## 생애
레바논 베이루트에서 외교관이었던 이탈리아인 아버지와 가수였던 미국인 어머니 사이에서 출생한 그는 1982년에 이탈리아에서 기타 연주자로 첫 데뷔하였고 이듬해 1983년에 가수로 데뷔하였으며 이후 피아노 연주자로도 활동하였다.

## 유명세
그는 보통적으로 대한민국 국내에서는 《I like Chopin》이라는 노래 작품이 히트한 가수로 널리 알려져 있다.

## 음반 목록

### 정규 앨범
- 《Gazebo》 (1983)
- 《Telephone Mama》 (1984)
- 《Univision》 (1986)
- 《The Rainbow Tales》 (1988)
- 《Sweet Life》 (1989)
- 《Scenes From The News Broadcast》 (1991)
- 《Ladies! The Art Of Remixage》 (2007)
- 《The Syndrone》 (2008)
- 《RESET》 (2015)